# Mélanie de Pourtalès

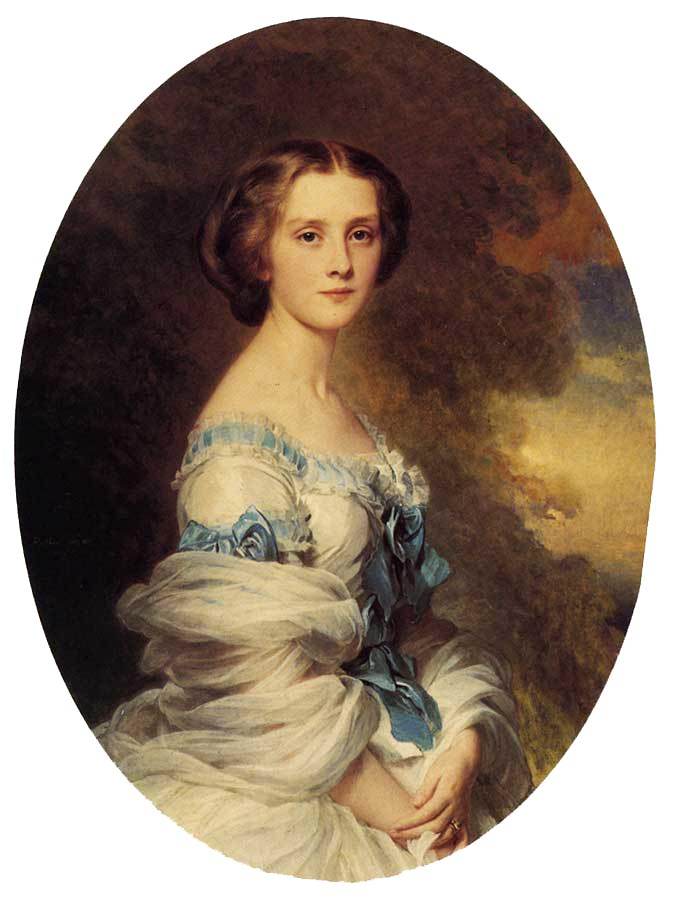
Mélanie Renouard de Bussière.

Mélanie Renouard de Bussière, född 1836, död 1914, var en fransk salongsvärd och hovfunktionär. Hennes salong räknas som den kanske främsta under Napoleon III:s regeringstid, och hon var då en av de ledande inom det franska hovet och Parissocieteten.
Hon var dotter till Baron Alfred Renouard de Bussière och Sophie Mélanie de Coehoorn och gifte sig 1857 med bankiren greve Edmond de Pourtalès (1828-1895). Hon presenterades av den österrikiska ambassadören i Paris, Richard Prince von Metternich, för kejsar Napoleon III och utnämndes till hovdam hos kejsarinnan Eugénie de Montijo.   